# قاسم‌آباد سفلی (زرندیه)
قاسم‌آباد سفلی روستایی در دهستان رودشور بخش مرکزی شهرستان زرندیه استان مرکزی ایران است.

## جمعیت
بر پایه سرشماری عمومی نفوس و مسکن در سال ۱۳۹۵ جمعیت این روستا ۱۲۵ نفر (۴۳خانوار) بوده‌است.